# Maira aurifacies
Maira aurifacies là một loài ruồi trong họ Asilidae. Maira aurifacies được Macquart miêu tả năm 1848. Loài này phân bố ở miền Australasia và miền Ấn Độ - Mã Lai.